# Иноуе Гензабуро
Иноуе Гензабуро (транслит. ; Токио, 4. април 1829 — Кјото, 29. јануар 1868) био је капетан шесте јединице Шинсенгумија, специјалне полиције током касног периода Токугава шогуната.

## Кратка биографија
Рођен је у месту Бушу (Едо), који је данас део источног Токија. Као и свој старији брат Иноуе Мацугоро, био је ученик и практикант мачевалачког стила „Тенен Ришин-рју“ чије је технике савладао до 1860. године, али за разлику од неких других припадника Шинсенгумија није живео у њиховом ученичком доџоу „Шиеикану“. Три године касније приступа једиици Рошигуми, заједно са Кондо Исамијем и осталим полазницима Шиеикана која ће временом прерасти у чувену јединицу Шинсенгуми.
Описиван је као озбиљна особа, надарена за посао полицајца будући да је током акције у Икедаји успео да ухапси осам чланова ишин шишија.
Иноуе Генизабуро био је у родбинским односима са Окита Ринтаром (зетом Оките Соџија).
Током борбе на Тоба-Фушими (првој бици Бошин рата) Иноуе гине у јануару 1868. године.
Имао је 38 година.

## Иноуе у популарној култури
Иноуе се појављује у разним мангама и анимеима попут: Kaze Hikaru, Getsumei Seiki, Hakuouki: Shinsengumi Kitan.
У годишњим таига драмама које већ деценијама снима државна телевизија Јапана појављује се у серији „Шинсенгуми!“ из 2004. године.
Такође се појављује и у филму „Табу (Гохато)“ из 1999. године.